# Faia (Sernancelhe)
Faia is een plaats (freguesia) in de Portugese gemeente Sernancelhe en telt 171 inwoners (2001).